# Rózsi Szöllősi
Pour les articles homonymes, voir Szöllősi.
Rózsi Szöllősi (), née le 20 février 1892 à Királyháza, alors dans le royaume de Hongrie et actuellement à Korolevo (Ukraine), et morte en 1927[réf. nécessaire], est une actrice et chanteuse hongroise.

## Biographie
Rózsi Szöllősi commence sa carrière en tant qu'actrice en 1910 dans le Vígszínkör à Budapest. En 1915, elle joue au Városligeti Színkör et au Théâtre de la Gaieté (Vígszínház). À partir de 1916, elle est, pendant neuf ans, membre du Apolló Kabaré à Budapest où elle se produit et atteint une grande notoriété en tant que chanteuse avec des chansons populaires de l'époque telles que Yvonne de Dénes Buday (de) et Imre Harmath et Hurrá, fiuk! Ma utóljára ... par Károly Lovászy et Károly Kovács. En 1917 et 1918, elle apparaît comme actrice dans deux films muets. Cela a été suivi par des apparitions au Fővárosi Kabaré et Vidám Színpad, une scène d'opérette à Budapest. En 1925, elle fait ses débuts en tant que chanteuse d'opéra au Városi Színház dans le rôle de Madame Butterfly dans l'opéra du même nom de Giacomo Puccini. En 1926, elle déménage en Italie et fait des apparitions en Suisse. On sait peu de choses sur son travail artistique ultérieur.

## Rôles de scène (sélection)
- Denise de Flavigny (Hervé : Mam'zelle Nitouche)
- Paris (Jacques Offenbach : La Belle Hélène)
- Norina (Gaetano Donizetti : Don Pasquale)
- Madame Butterfly (Giacomo Puccini : Madame Butterfly)

## Filmographie
- 1917 : Tavasz a télben
- 1918 : Alraune : Alraune